# Exploració lunar tripulada soviètica
El programa de vol lunar tripulat soviètic, rus: Советская программа лунных пилотируемых полётов Sovétskaia programma lúnnikh pilotiruiémikh polótov, tenia la intenció d'enviar un cosmonauta a la Lluna, de preferència abans dels astronautes dels EUA del programa Apollo, per així guanyar la cursa espacial que va ser iniciada el 1955.
Va fracassar a causa de profunds desacords entre els principals líders del programa espacial soviètic: Valentín Gluixkó, d'una banda, gairebé únic al càrrec fins als posteriors programes espacials soviètics, va advocar per utilitzar com a combustible els ergols tòxics que va arribar a dominar; Serguei Koroliov d'altra banda, responsable del programa N-1 (l'equivalent soviètic del coet Saturn V del programa estatunidenc Apollo), va pensar que era essencial, per a una missió tripulada utilitzar combustibles/comburents més eficients i no tòxics.
Per contra de Serguei Koroliov, Valentín Gluixkó es va aliar al rival de Koroliov, Vladímir Txelomei (responsable del projecte Proton), per proposar un projecte de grans proporcions, el projecte modular UR-700, tot i l'existència del projecte N-1, que estava dissenyat per permetre el viatge directe a la Lluna, sense passar per una posada en òrbita lunar preliminar. L'ús de motors RD-270 de combustible tòxic, el projecte UR-700 mai va veure la llum, i va ser cancel·lat en 1969.
Seriosament perjudicat per la mort de Koroliov en 1966, el coet N-1, per la seva banda, es va trobar amb els principals problemes de desenvolupament, i malgrat que els motors aparentment mostraven ser satisfactoris, es va estavellar durant les diferents proves experimentals efectuades.
El govern soviètic negà l'existència del projecte N-1 i els seus fracassos fins a l'època de la glàsnost.
Així, el projecte lunar tripulat va fallar, en primer lloc a causa de la incapacitat de l'URSS per reunir recursos en un sol projecte, i en part a causa dels retards en el desenvolupament de la tècnica de propulsió que utilitzava hidrogen i oxigen com el carburant/comburent.
Per contra, el projecte molt menys ambiciós de Vladímir Txelomei, el UR-500 « Proton », va ser concebut com un MBI gegant circumlunar capaç del vol tripulat (però no aterrar a la Lluna), tenint molts errors de llançament, però es va tornar més i més fiable a partir del setembre de 1968. Els coets Proton van permetre l'URSS situar satèl·lits en òrbita geoestacionària, i enviar sondes a la Lluna, Mart i Venus. En la dècada de 1990, els coets Proton es van convertir en l'eina essencial dels llançaments comercials per part de Rússia. Però mai van permetre l'enviament d'una missió tripulada a la Lluna.

## Història

### Estudis dels coets pesats soviètics

#### Motor iònic i reactor nuclear (1957-1959)
En la demanda de Serguei Koroliov, Director d'Enginyeria de l'OKB-1 de l'Institut de R+D núm. 88 (ОКБ-1 НИИ-88), la secció 12 dirigida per M. V. Melnikov que va debutar en 1957 pels estudis sobre un motor iònic. L'esperança estava posada en l'horitzó en 1959, amb la proposta d'una nau espacial tripulada anomenada TMK-E que serviria per al viatge cap a Mart (el que requeriria uns 36.000 m² de panells solars). També, Konstantin Feoktistov va proposar la utilització d'un reactor nuclear per alimentar el motor iònic. El 30 de juny de 1958, el Comitè Central del Partit Comunista de la Unió Soviètica (PCUS) va assignar per altra banda l'atenció per decret de dos consultors diferents (l'OKB-456 de Valentín Gluixkó i l'OKB-670 de Mikhaïl Bondaryuk) de concebre els motors de coet propulsats per un reactor nuclear, per a una missió tripulada a Mart que tindria una durada del 8 de juny de 1971 al 10 de juliol de 1974. Per aquest afer, es creu que el N1 seria perfectament adequat. El 31 de desembre de 1959, aquest somni tan ambiciós s'esvaeix amb la decisió de Koroliov d'abandonar els coets propulsats per energia nuclear.

#### El llarg camí del N1
Els esborranys del futur N1 van debutar en 1959 sota la direcció de Koroliov en el seu OKB-1. El desembre de 1959, les autoritats militars van fer reunir els tres actors principals; Koroliov, el seu rival Vladímir Txelomei de l'OKB-52 i Mikhaïl Yanguel de l'OKB-586 per fer un balanç dels avenços dels seus estudis. Korolev va proposar la família de llançadors N (abreviació del rus Nossitel per llançador) així com les versions millorades del Semiorka, Txelomei va proposar una família evolutiva (del rus Universalskaya Raketa per « coet universal ») basat en una 1a etapa comuna (el que dona lloc a projectes com el UR-500 Proton. i el UR-700) i Yanguel els míssils balístics R-26 i R-36, més el llançador SK-100. Finalment, Txelomei i Ianguel se'ls permet desenvolupar els míssils balístics, respectivament el lleuger UR-100 i el pesat R-36. Korolev rep fons per desenvolupar el llançador Molnia (8K78), una adaptació del Semiorka, però no hi ha res pel N1, que encara no van percebre la utilitat.

#### S'aclareix el cel
Finalment, un decret el gener de 1960 va autoritzar els estudis del N1 i Koroliov es va poder expressar amb les seves paraules en el Pravda
| « | La possibilitat d'una exploració directa de la Lluna, en primer lloc per l'aterratge de les sondes científiques automàtiques... i més tard mitjançant l'enviament d'investigadors i la construcció d'una estació científica tripulada sobre la Lluna. | » |

 En una carta el 7 d'abril de 1960, Koroliov va sol·licitar la creació d'una cadena de producció d'hidrogen líquid igual que els Estats Units, i a partir del maig de 1960, el desenvolupament d'una família de llançadors pesats. Només l'última demanda va ser acceptada per un decret el juny de 1960. De 1960 a 1963 es realitzaria el llançador pesat N1 amb una capacitat de 40-50 tones en òrbita baixa terrestre (LEO) i de 12-20 tones en òrbita d'escapament per un 1r vol en 1965. Aquesta data va ser fixada el maig de 1961 per un decret que va fer ordenar a Txelomei d'abandonar les seves investigacions sobre les sondes interplanetàries Kosmoplan i concentrar-se en una versió del seu Raketoplan, la nau lunar LK-1.

### Rivalitats i demores estatals
Mentre que l'1 de juny de 1961, el primer secretari del PCUS Nikita Khrusxov va demanar al seu protegit, Txelomei iniciar la fase de definició d'un llançador, el UR-500 Proton (Прото́н) i de la nau LK-1 per a un vol circunlunar tripulat (tot i que la data no va ser fixada), Koroliov, que estava en desacord amb l'ús d'ergols tòxics, va respondre oferint una missió d'aterratge lunar basada en una nau competent, la Soiuz (Союз), capaç d'entrar en òrbita i comptar amb un mòdul d'aterratge. El febrer de 1962, es va dur a terme una reunió secreta al complex balneari de Pitsunda, en la mar Negra, i es va decidir l'autorització del desenvolupament del Proton de Txelomei com també el N1 de Koroliov. L'abril de 1962 es va aprovar la configuració general de l'UR-500, tenint en compte les característiques de l'UR-700, que no va rebre l'aprovació de desenvolupament. Finalment, el 24 de setembre de 1962, Khrusxov va sol·licitar a Koroliov el desenvolupament d'una versió millorada del N1 apte per llançar l'estació espacial militar de 75 tones Zvezdà (OS-1) però encara no es va esmentar una càrrega útil lunar. D'altra banda, Gluixkó va rebre llum verda per a l'estudi dels motors RD-270 de l'UR-700. Des de la dècada de 1930, les relacions de Gluixkó, van gaudir d'un monopoli en la fabricació de motors de coet, en comptes dels motors de Korolev que minvaven fins al punt que ell preferia en 1959 de l'OKB-276 la fabricació de motors de reacció de Nikolai Kuznetsov. Aquestes rivalitats van anar soscavant l'esforç espacial soviètic en la seva cursa a la Lluna.

D'altra banda, el 3 d'agost de 1964, és a dir, 3 anys després del discurs del president dels Estats Units John Fitzgerald Kennedy, Nikita Khrusxov va decidir aprovar els programes Proton (Прото́н) / Zond (Зонд, « sonda ») de sobrevol no tripulat de la Lluna i el N1-L3 per fer allunar un cosmonauta, encara que 
| « | els militars estaven més interessats en tenir míssils balístics a la Lluna i enmig de les rivalitats, una organització caòtica i un pressupost escàs, els esforços soviètics van acabar en grans fracassos. | » |

 Enmig hi havia el Departament d'Enginyeria Mecànica General (MOM), incloent al voltant de 2 milions d'empleats (!) a finals de la dècada de 1980, 
| « | creat el 1965 per gestionar totes les activitats de recerca i producció, també per la missió, convertir-se en soci obligatori de les principals empreses i els directors de programes, els constructors generals, de limitar els informes directes que havien establert amb els polítics. Atès que, com s'ha demostrat en el programa lunar, aquestes relacions i rivalitats havien causat pèrdua de recursos. | » |

## Projecte UR-700/LK-700
Entre 1962 i 1967, Txelomei i Gluixkó esperaven veure minvar a Koroliov i el seu projecte N1/L3 a favor del coet modular UR-700 i el mòdul lunar LK-700, dissenyat per aterrar directament el maig de 1972. Koroliov es va negar al disseny modular pel seu N1, que es muntava sobre la base de llançament sense la seva 1a etapa que no podia ser tractada de forma estàtica abans del vol. Els elements de l'UR-700 podien ser provats en la fàbrica de Khrunixev de Moscou, transportats per rail i ser ràpidament muntats al cosmòdrom de Baikonur. Txelomei va presentar el seu projecte de l'UR-700 a Khrusxov en una reunió a Baikonur el 24 de setembre de 1964, que també va comptar amb la participació de Koroliov. Es va prendre la decisió de considerar la contra-proposta, però reservada un any després del canvi del Primer secretari, sent substituït per Léonid Brejnev.

### Coet modular UR-700
El treball sobre el projecte de l'UR-700 va estar autoritzat l'octubre de 1965, tot i que Txelomei hi treballà en 1962. En setembre de 1966, la VPK va decidir comparar seriosament l'UR-700 i el N1. El llançador mesura 76 metres, pesa 4.823 tones per una càrrega útil de 151 tones en òrbita terrestre baixa (LEO) i de 50 tones en òrbita de transferència lunar. Competia directament amb el Saturn V.
Comprenia de 3 etapes cremant carburant dimetilhidrazina (NH₂-N(CH₃)₂) i un comburent de peròxid de nitrogen (N₂O₄):
- una 1a etapa (6 impulsadors o boosters dotats cadascun d'un motor RD-270) i una 2a etapa de 3 motors RD-270 que s'encenien al mateix temps i amb un lliurament d'una empenta total de 5.760 tones en l'enlairament. Al segon T+151, els 6 impulsadors són expulsats i cauen a 331 km de la zona de llançament mentre que la 2a etapa continua en funcionament fins al segon T+457 abans de la separació i s'estavella a 1.732 km de la zona de llançament;
- una 3a etapa (derivada de la 1a etapa del Proton) encendria els seus 3 motors RD-254 de al voltant 407 tones d'empenta abans de la separació en T+682 segons a 200 km d'altitud i situa el mòdul lunar LK-700 en òrbita d'aparcament.

### Mòdul lunar LK-700
La tercera etapa, basada en la primera etapa del Proton, situa el mòdul lunar LK-700 sobre una òrbita d'aparcament a 200 km de la Terra. El LK-700 és equipat amb 4 etapes compartimentades gairebé idèntiques, i d'una etapa compresa amb el mòdul de descens i la càpsula lunar. Les tres etapes exteriors són utilitzades per col·locar el mòdul lunar en una òrbita translunar. La etapa interior central és utilitzada per les correccions de trajectòria durant el viatge, situar el mòdul en òrbita lunar i continuar funcionant fins a l'allunatge final. La nau compliria amb la darrera etapa, mentre que el mòdul s'utilitzaria com a plataforma de llançament (des de la Lluna), el mòdul impulsaria la càpsula LK-700 pel seu retorn cap a la Terra.

## Programa Proton / 7K-L1

### Coet Proton (1965 -)
El llançador Proton mesura 44 metres d'alçada (sense la seva càrrega útil de 5,7 tones a la Lluna), té un diàmetre màxim de 7,4 metres i una massa 680 tones.
Compren de 3 etapes funcionant amb carburant de dimetilhidrazina (NH₂-N(CH₃)₂) i comburent de peròxid de nitrogen (N₂O₄) :
- una 1a etapa composta de 6 motors en una cambra de RD-253 d'alta pressió amb un sistema d'ignició e gas de postcombustió, de 884 tones d'empenta total (981 tones en buit) operant fins T+126 segons ;
- una 2a etapa composta de 4 motors RD-0210 de 240 tones d'empenta total en buit operant fins T+334 segons ;
- una 3a etapa composta d'un motor RD-0212 de 60 tones d'empenta en buit més un motor a quatre cambres orientables de 3 tones d'empenta operant fins T+580 segons.

El llançador Proton va realitzar el primer llançament amb èxit el 1965 i utilitzat des de llavors fins al 2015.

### Nau espacial circumlunar Soiuz 7K-L1
(Зонд)

#### Llançaments
- El 1r llançament d'un 7K-L1 era simple i no tripulat (Cosmos 146), el 10 de març de 1967, que tenia com a objectiu certificar el Proton i la seva 4a etapa (el bloc D del N1 propulsat per un RD-58). Va acabar en un fracàs a causa d'un error d'aquesta última etapa i la nau es va quedar en òrbita solar;
- El 2n llançament (Cosmos 154), el 8 d'abril de 1967, es reitera el fracàs anterior. Nou error en la 4a etapa després de 2 òrbites terrestres;
- El 3r llançament 7K-L1 no tripulat, el 28 de setembre de 1967, va acabar també en fracàs a causa d'un problema en el motor RD-253 de la 1a etapa, que va quedar destruït. La nau es va poder recuperar a 65 km al nord del cosmòdrom;[Nota 2]
- El 4t llançament d'un 7K-L1 no tripulat, el 22 de novembre de 1967, va acabar en fracàsa causa de l'error del motor RD-0210 núm. 4 de la 2a etapa, que va ser destruït mentre que la càpsula va ser recuperada a 285 km del cosmòdrom, a 80 km al sud-oest de Zhezqazghan;
- El 5è llançament d'un 7K-L1 (Zond 4), el 2 de març de 1968, va ser un èxit parcial. La nau va ser injectada en una òrbita lunar de 354.000 km d'apogeu però va fallar en fer un skip reentry (reentrada per rebot). Va ser destruït automàticament a 10 km d'altitud per sobre del golf de Guinea,[19] després d'un error del sistema de control d'altura;
- El 6è llançament d'un 7K-L1, el 23 d'abril de 1968, va ser un fracàs a causa de l'aturada prematura a T+260 segons dels motors RD-0210 de la 2a etapa, erròniament controlats per la nau, que va ser expulsada i recuperada a 520 km del cosmòdrom, a 110 km a l'est de Zhezqazghan;
- El 7è llançament d'un 7K-L1, que va tindre lloc el 21 de juliol de 1968, es va cancel·lar com a resultat de l'explosió, el 14 de juliol 1968, dels tancs de la 3a etapa quan en omplint-los de dimetilhidrazina, matant a tres tècnics.[20] Les reunions d'urgència politico-militars van mentir en el cosmòdrom especialment evocant la futura invasió de Txecoslovàquia després de la Primavera de Praga, el cosmonauta Aleksei Leonov va declarar:

| « | És aquest mes el que hauríem de realitzar el primer sobrevol de la Lluna. Quant a l'aterratge, ja no ho creiem factible, per la falta de mitjans. | » |

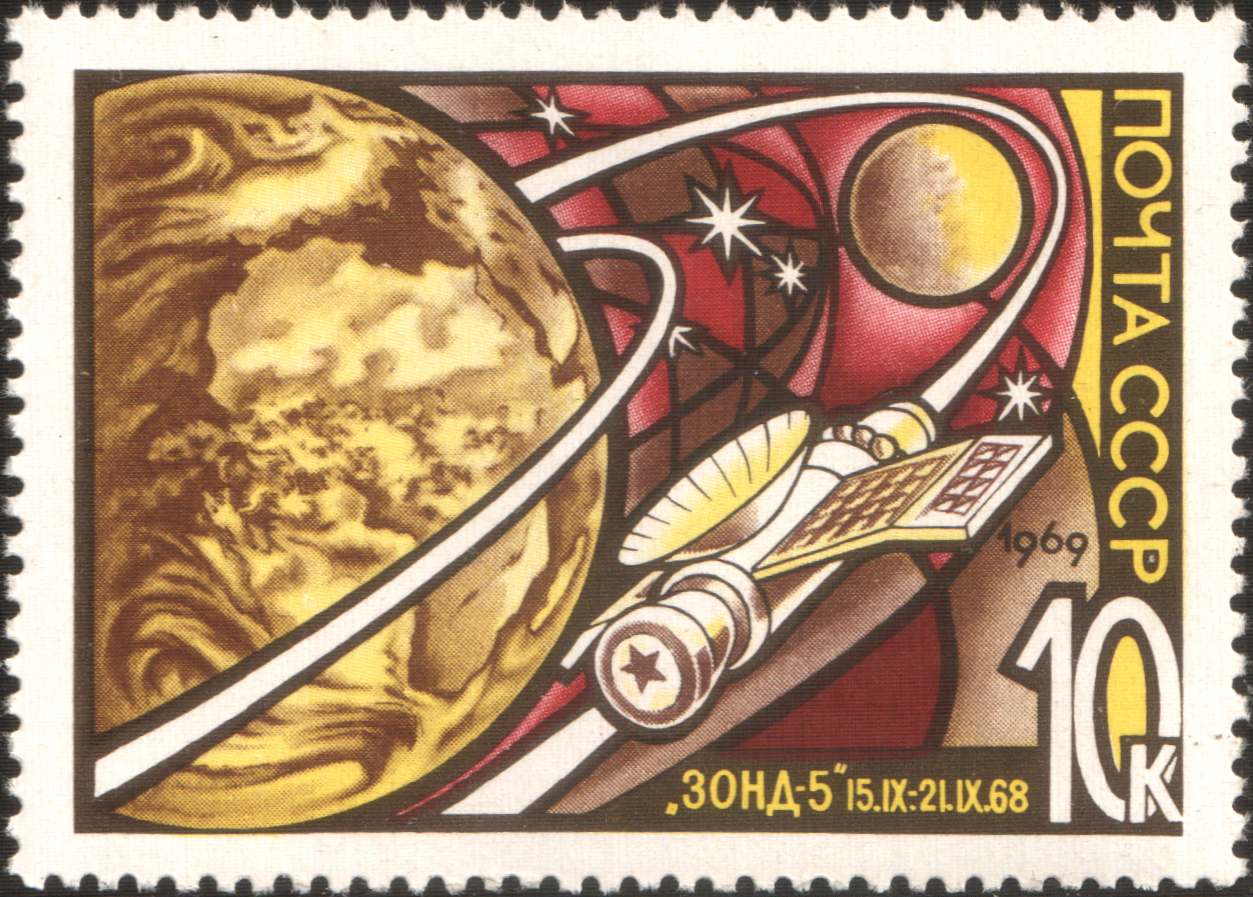
Segell soviètic de 1969 representant la missió Zond 5.

- El 7è llançament d'un 7K-L1 (Zond 5) del 15 de setembre de 1968 va portar el pànic als funcionaris del programa Apollo quan l'observatori anglès de radioastronomia de Jodrell Bank va interceptar la nit del 18 al 19 de setembre de 1968 una conversació entre els cosmonautes Pavel Popovitch i Vitali Sevastianov a bord, pel que sembla, de la Zond 5 i el centre de control de vol d'Evpatoria (Ucraïna). La NASA es va adonar després d'un temps que són cosmonautes a la Terra i estaven provant el canal de comunicacions.[22] A bord de la nau es trobaven, de fet, mosques, tortugues, cucs, plantes, bacteris, etc. El llançament va ser perfecte: la 1a etapa es va separar i la 2a es va encendre a T+126 segons a 42 km d'altitud, la torre d'escapament es va expulsar a T+185 segons, la 2a etapa es va separar i es va encendre la 3a a T+338 segons a 130 km, la 3a etapa es va separar a T+481 segons a 161 km d'altitud, el bloc D va ignitir durant 108 segons i va situar el Zond 5 a una òrbita d'aparcament molt precisa (a 400 m del perigeu planificat, a 200 m de l'apogeu previst). Després de 56 minuts en òrbita, el bloc D es va encendre de nou i va situar la nau en una trajectòria translunar per a un vol fotogràfic de la Lluna a 1.960 km d'altitud. Abans de la reentrada, una manca de control del centre va provocar una pèrdua de connexió amb el giroscopi de bord i la nau va iniciar una trajectòria balística a 20G. Tot i aterrar a l'oceà indi el 21 de setembre de 1968 en comptes del Kazakhstan i es va recuperar la càpsula l'endemà, James Webb, l'administrador de la NASA va declarar que la missió va ser:

| « | la demostració espacial més important per una nació fins a la data, | » |

 i els Estats Units, que van pensar que el proper llançament seria tripulat, van avançar la data del vol Apollo 8;
- El 8è llançament d'un 7K-L1 (Zond 6) del 10 de novembre de 1968 no fou tripulat. El 14 de novembre de 1968, la nau espacial sobrevola la Lluna a 2.420 km de distància però al seu retorn, van ocórrer dos accidents que podrien haver estat fatal per a una missió tripulada: una despressurització de la cabina i l'obertura prematura del paracaigudes, de manera que la Zond 6 va impactar el 18 de novembre de 1968 a 31 km de Novokazalinsk, a 70 km del cosmòdrom.[24]

A principis d'octubre de 1968, el general Kamanin va estimar (o esperar) que l'Apollo 8 no té cap possibilitat d'èxit, ja que el Saturn V només va volar dues vegades (amb una fallada parcial) i que els Estats Units mai han enviat una nau al voltant de la Lluna. El 26 de novembre de 1968, en vista de guanyar-los a la corda fluixa, l'URSS havia d'utilitzar de manera oportunista la finestra del 8-12 de desembre de 1968. El 1r vol tripulat d'un 7K-L1 va estar fixat pel 9 de desembre de 1968 però després es va retardar fins al 17 de desembre de 1968, mentre que els equips de Valeri Bikovski-Nikolai Rukavíxnikov i Pàvel Popóvitx-Vitali Sevastiànov) (equip de reserva), seleccionats pel 23 de setembre de 1968, s'estaven entrenant a la Ciutat de les estrelles. Mentre hi havia un Proton i un Zond disposats a la sala de muntatge, els quatre cosmonautes van volar cap al cosmòdrom i van esperar vuit dies per rebre una ordre de posada en marxa.

Mentrestant, Frank Borman, James Lovell i William Anders sobrevolen la Lluna a bord de l'Apollo 8 (24 desembre 1968)

Des del 12 de desembre de 1968, Kamanine va diagnosticar les causes del fracàs soviètic del vol tripulat circumlunar: desacords entre l'Exèrcit de l'aire (VVS) i els seus opositors, la dispersió dels recursos entre les entitats responsables dels vols tripulats: Forces de Míssils Estratègics (RSVN), Marina (VMF), l'Estat Major i l'Exèrcit de l'Aire que, només un ha d'estar a càrrec dels vols tripulats. Kamanine va tenir en compte que l'Estat es va gastar 10 miliards de rubles en el programa N1 sense cap efecte visible i generalment va denunciar el concepte de vol espacial automàtic i es va pronunciar en favor dels vols tripulats, citant els exemples del Soiuz, que eren tripulats des de 1968, mentre que les càpsules Gemini (Gemini 3 en 1965 al Gemini 12 en 1966) van fer-ho dues vegades i les càpsules Apollo (Apollo 7 i Apollo 8 en 1968) també dues. En conclusió, es considera que aquest sistema a donat de 2 a 3 de l'avanç dels Estats Units en detriment de l'URSS. Durant les 20 òrbites lunars efectuades per l'Apollo 8 el 24-25 de desembre de 1968, es va declarar 
| « | Avui en dia, quan els tres astronautes de l'Apollo 8 van sobrevolar la Lluna, tothom podia veure com arribem tard als vols tripulats. El seu vol és realment un esdeveniment històric: aquest és un gran dia per a tota la humanitat. No obstant això, sentim un cert pensament d'amargor de les nostres oportunitats perdudes. | » |

El programa Proton/Zond no es va aturar, però els esforços es van centrar ara en el programa N1-L3.
- El 9è llançament d'un 7K-L1, el 20 de gener de 1969, acaba en fracàs a conseqüència de l'aturada d'un motor RD-0210 de la 2a etapa entre T+501 a T+526 segons, mentre que la càpsula (la del vol 7è cancel·lat) va ser recuperada a 350 km d'Irkutsk;
- El 10è llançament i 1r d'un 7K-L1 tripulat (amb Pavel Popovitch-Vitali Sevastianov) havia de tindre lloc l'1 de juliol de 1969 va ser anul·lat.
- L'11è i darrer llançament d'un 7K-L1 (Zond 8), no tripulat, el 20 d'octubre 1970, va ser tot un èxit.

## Programa N1-L3

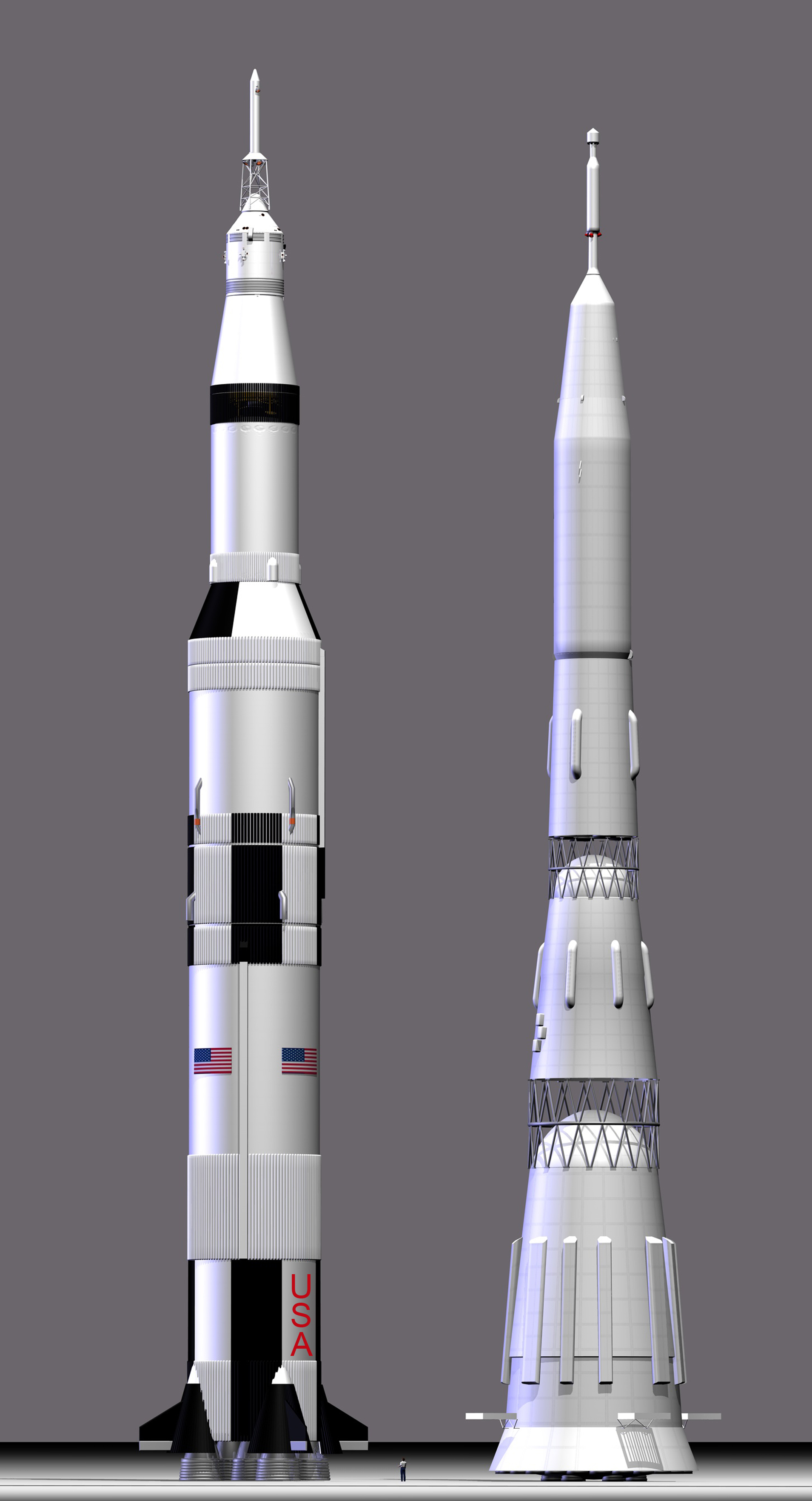
Esquema d'un coet estatunidenc Saturn V i un N1 soviètic

El projecte del programa lunar tripulat soviètic es componia sobre dos components: el vector pesant Coet N1 Lv i el sistema per a missions lunars L-3, format per l'orbitador lunar LOK i el mòdul d'allunatge LK.
Una típica missió a la Lluna estaria formada per dos cosmonautes, dels quals només en descendiria un. El 3 d'agost de 1964 un decret del govern soviètic manifestava per primer cop que el projecte principal del vector pesat N1 LV era una exploració lunar a través de missions tripulades.
El complex espacial lunar N1-L3 va tenir el seu origen en el decret promulgat el 23 de juny de 1960 pel govern de l'URSS. Es tractava de la rèplica soviètica del programa Apollo.
El desenvolupament del complex N1-L3 va estar a càrrec de Serguéi Korolev. Després de la seva mort el 1966 la seva feina es va dur a terme sota la direcció del seu successor, Vladimir P. Mishin. Els plans originals de principis dels anys 60 preveien un primer allunatge entre 1967 i 1968, però el primer llançament del complex N1-L3 va tenir lloc el 21 de febrer de 1969, i va acabar amb una explosió després de 68,7 segons de vol.
El quart i últim llançament del N1-L3 es va realitzar el novembre de 1972. El coet utilitzat en aquesta ocasió era una versió molt modificada, amb una major capacitat de càrrega, equipat amb més de 13.000 sensors per analitzar el comportament integral del projecte, dotat amb nous sistemes electrònics de control, telemètrics i radials. La ruptura instantània de la bomba de l'oxidant del motor, 7 segons abans de la separació de les etapes I i II, va provocar un incendi i la destrucció del vector.
El gener de 1973, la inversió realitzada en el programa N1-L3 arribava als 3.600 milions de rubles, de les quals 2.400 milions corresponien al desenvolupament del vector N1 LV.
El següent llançament estava programat per a la segona meitat de 1974. El mes de maig d'aquell mateix any, tenint en compte l'experiència acumulada en llançaments anteriors, totes les activitats anaven dirigides a garantir la supervivència del coet.
El programa va ser finalment cancel·lat mitjançant un decret governamental el febrer de 1976, per donar pas al desenvolupament del nou sistema Energia-Buran. Tots els costos van ser computats com a pèrdues. Després, tant els coets muntats -dos complets i quatre parcialment muntats-, com tots els equips associats al programa N1-L3 van ser destruïts. En total es calcula que es van gastar 6.000 milions de rubles.

### Coet N1
L'existència del coet N-1 no va ser revelat fins a la glasnost a través de la Izvestia. Al mateix període, la revista especialitzada Znanye Cosmonavtika Astronomiya publica plans, del diari de Vassily Michine, el successor de Koroliov, venut a 190.000 dòlars en una subhasta, en 1993, en els Estats Units.
A finals de 1964, Koroliov va proposar un coet de 2.200 tones per una càrrega útil de 72 tones. Finalment, el projecte N1 va ser aprovat en 1967 (un any després de la mort de Koroliov) mesurant 112,5 metres d'alçada, pesant 2.700 tones per una càrrega útil de 95 tones. De dimensions similars al coet lunar Saturn V, el N1 és més potent (4620 tones d'empenta d'enlairament, contra 3440 del Saturn V).
Es compon de 4 etapes que operen amb querosè RP-1 (el carburant) i oxigen líquid (LOX) (el comburent), més fàcil d'usar, però menys eficaç que l'hidrogen/oxigen líquid :
- una 1a etapa (anomenada bloc A) que comprèn de 30 motors de coet NK-15 lliurant un impuls combinat de 4.620 tones d'empenta (154 tones en buit). Es preveia utilitzar motors NK-33 (utilitzar-los com a querosè) en les versions N1F del llançador destinat a llançar les estacions Saliut;[27]
- una 2a etapa (anomenada bloc B) que comprèn de 8 motors NK-15V (o NK-43) lliurant una empenta de 1.427 tones en total;
- una 3a etapa (anomenada bloc V) que comprèn de 4 motors NK-21 (o NK-39) de 653 tones d'empenta total;
- una 4a etapa (anomenada bloc G) que comprèn d'un sol motor NK-19 de 40,8 tones d'empenta destinada a propulsar el « tren lunar ».

#### Proves estàtiques
Que van incloure:
- 4 ignicions a plena potència (al voltant de les 600 tones) de 4 dels 8 motors NK15V de la 2a etapa (bloc B) el 2 de febrer, 13 d'abril, 23 d'agost de 1967 i el 25 de novembre de 1970 ;
- 3 ignicions a plena potència (al voltant de les 1.200 tones) dels 8 motors NK15V de la 2a etapa (bloc B) el 23 de juny de 1968, el 29 d'agost de 1970 i el 15 de desembre de 1973;
- un cicle d'enceses de cada un dels motors NK15 de la 1a etapa (bloc A);
- diverses enceses del motor NK-19 de la 4a etapa (bloc G) i del motor RD-58 (bloc D) de la nau espacial lunar LOK.

Segons l'OKB-1 (avui en dia RKK Energia), totes les proves de motor estàtiques van tenir èxit.

### Mòdul lunar L3

#### Nau espacial LOK

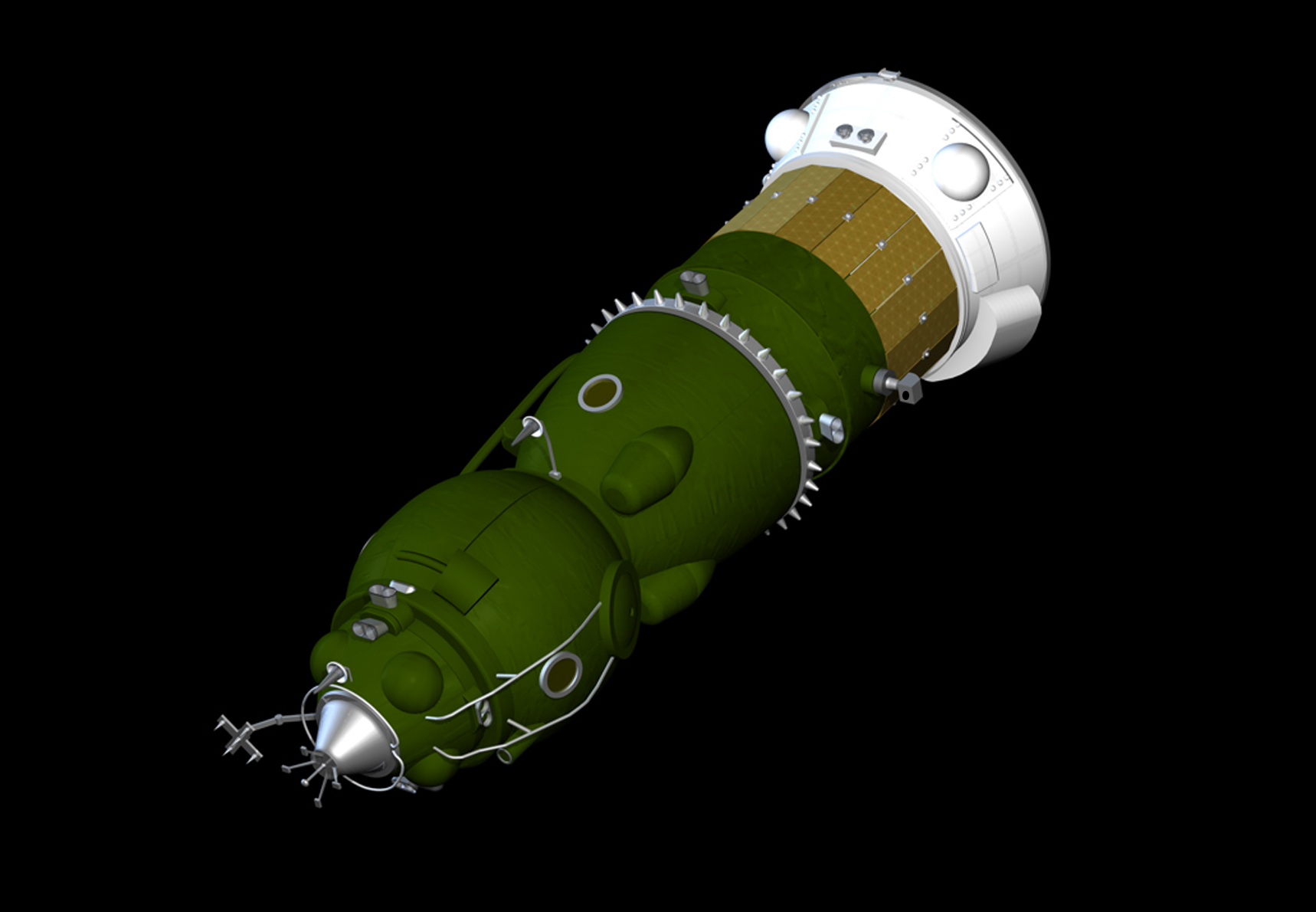
Representació del LOK

La nau espacial lunar LOK (Lunniy Orbitalny Korabl), L1K o 7K-L3 és la versió més pesada de la nau Soiuz, amb una massa de 9.850 kg, 4 tones més que la Soiuz A (1963) i 3 més que la Soiuz 7K-OK (1967-1971). També és més llarga (10,06 m) i gran (2,93 m de diàmetre).
La nau inclou:
- el mòdul orbital BO (бытовой отсек) d'una llargada de 4,55 metres, de forma cònica (2,93 metres de diàmetre), es trunca a la part davantera pel sistema d'acoblament mascle Kontakt assistit per quatre amortidors (en lloc del sistema IGLA de la Soiuz)[Nota 5] el que permet la unió suau amb el LK. Al voltant de 6 tancs de reserva pels motors de coet de maniobra del SA. Com es mostra, el sistema de Kontakt no té cap enclusa d'aire, obligant al cosmonauta dur a terme una sortida extravehicular, però després guanyant una reducció de pes del LOK i simplificar la seva arquitectura.[28] Sobre el mòdul hi ha instal·lat el sistema de control d'altitud ODOP, per sota d'un telèmetre làser-òptic.[Nota 6] El BO també conté el sistema de suport vital Rosa que recicla la humitat en aigua potable;[29]
- el mòdul de reentrada SA (спускаемый аппарат) d'una llargada de 2 metres, d'un diàmetre de 2,20 metres i d'una massa de 2.850 kg amb un escut tèrmic més prim que el Soiuz 7K-OK i dues obertures, un al lateral, el que permet les sortides extravehiculars. Finalment, alguns panells de control són diferents,[30] mentre que els compartiments es van afegir per donar cabuda als vestits espacials Krechet i les mostres recollides a la Lluna. Els dos cosmonautes seurien un al costat de l'altre al seient de sèrie Soiuz ;
- el mòdul de servei PAO (приборно-агрегатный отсек) comprèn: 
  - el compartiment de transició i la caixa de maquinari PO amb 4 parells de motors auxiliars de balanceig i de guinyada permetent maniobres d'acoblament, els sistemes d'aviònica, de comunicació, de telemetria i de l'ordinador numèric[31] guiant no només el LOK sinó el tren lunar L3 sencer durant totes les fases del vol, de la injecció en òrbita lunar fins a la desorbitació, alhora que mostra la posició de la nau en temps real a través de la central d'inèrcia. El PO també inclou un sistema de EKhG[32] de piles e combustible alcalines Volna-20 alimentades per 4 reserves de 600 kg d'oxigen i d'hidrogen líquid. De manera similar als instal·lats a les naus espacials estatunidenques Gemini i Apollo, produint 1,5 kW d'energia elèctrica à 27 volts durant 500 hores, de la calor i l'aigua potable, complimentant al sistema Rosa. Es va provar de manera passiva de l'1 de novembre al 29 de desembre de 1971 i a continuació, directament sobre el 4t coet N1 del 24 d'agost al 23 de novembre de 1972;
  - el compartiment de maquinària AO incloent el motor principal (Bloc I) de 3.388 kg d'empenta i el motor de trobada i correcció d'òrbita (SKD) de 417 kg d'empenta.

#### Mòdul lunar LK

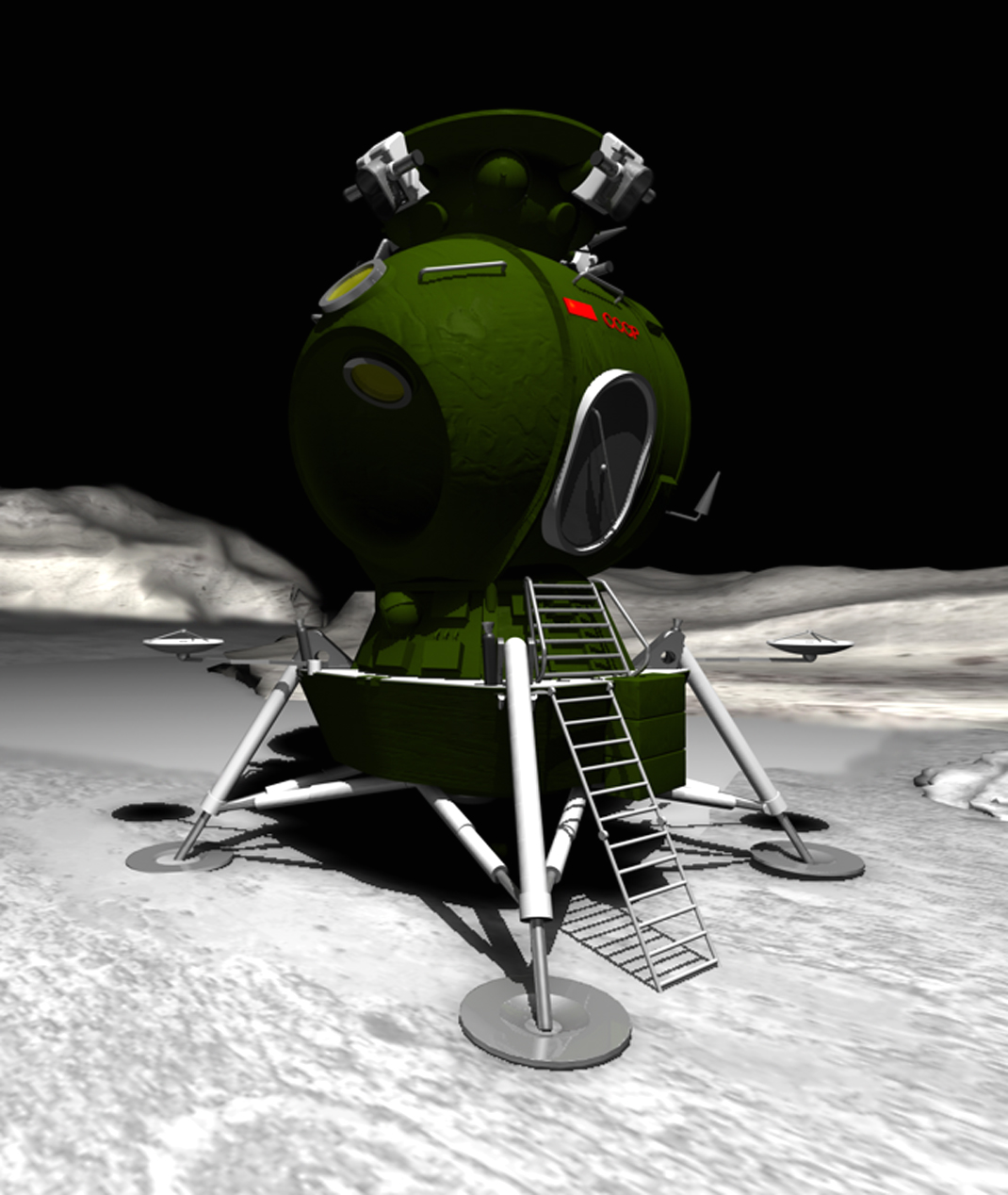
Representació del mòdul L3.

LK ve de (Lunniy Korabl). Els mòduls lunars soviètics van donar lloc a moltes versions, com la versió inicial L3 (1963) llavors el LK de Koroliov (que va ser finalment cancel·lat en 1964), els LK-3 (1962) i LK-700 (1966) de Txelomei, els L3M (2 versions) de Korolev (1972) i LEK (1969-1974), els KLE (1964-1974) i el Lunokhod de Txelomei; el mòdul DLB de Barmine (1962-1974), els LZM i LZhM de Korolev (1975), una altra versió del Lunokhod i el LEK (1975) de Gluixkó per a la base lunar Vulkan.

### Perfil de missió

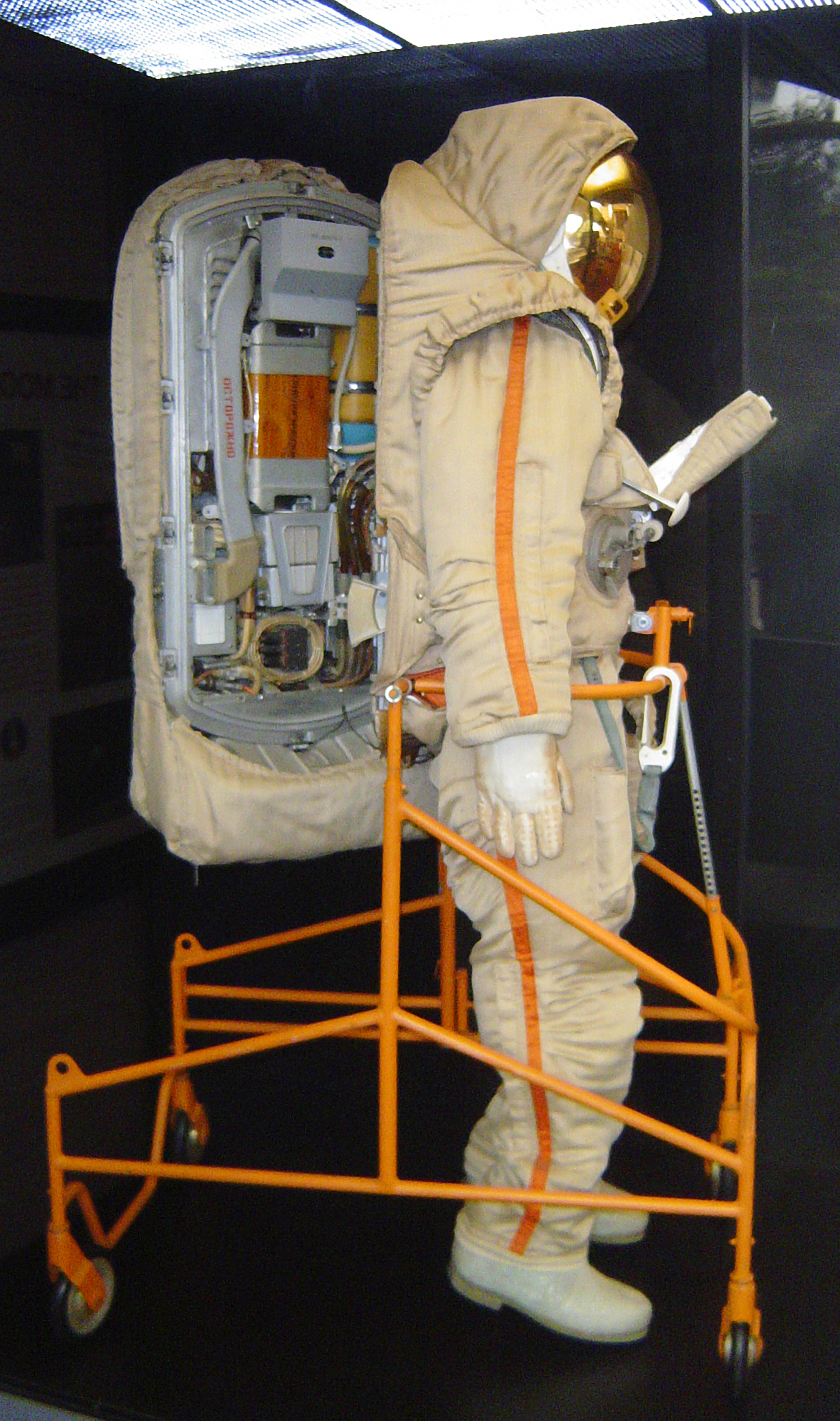
Vestit espacial dissenyat pel programa lunar soviètic. Avui en dia al National Air and Space Museum de Washington DC.

La missió estva programada per durar 11-12 dies. S'inclou les següents seqüències: 
- J+1: el N1 arriba a òrbita terrestre baixa (LEO) amb el tren lunar L3, que pot romandre-hi fins a un dia ;
- J+2: el motor NK-19 de la 4a etapa (bloc G) accelera el L3 per escapar de l'òrbita i propulsar fins prop de la Lluna abans de separar-se;
- J+2 a J+5: el motor RD-58 (bloc D) continua accelerant;
- J+5 a J+7: el motor RD-58 posa el L3 en òrbita lunar circular i el·líptica (Òrbita de transferència de Hohmann) per dues correccions de trajectòria;
- J+7: per la sortida extravehicular, un cosmonauta surt del LOK en el vestit espacial Krechet per entrar en el LK ;
- J+7: comença la fase de descens: 
  - a 14 km d'altitud, una part del bloc D i del LK se separa;
  - à 4 km d'altitud, el bloc D se separa del LK i aquest es prepara per arribar a superfície lunar a 115 m/s mentre que el motor principal 11D411 (bloc E) del LK s'encén;
  - de 4 km a 300 m d'altitud, el motor 11D411 frena el descens (a aquesta altura, la missió pot ser cancel·lada amb la ignició a plena potència del 11D411 i/o del seu motor d'emergència 11D412 (una sola ignició) i reunir-se amb el LOK en òrbita);
  - de 300 a 100 m d'altitud, l'aterratge continua de forma semiautomàtica;
  - per sota dels 100 m d'altitud, els motors de maniobra permeten aterrar de forma automàtica amb una inclinació de 30°;
- J+7: el cosmonauta roman a la Lluna de 6 a 24 hores i efectua diverses sortides extravehiculars;
- J+8: el motor principal 11D411 s'encén i propulsa l'etapa d'ascens del LK en l'òrbita lunar;
- J+8: El LK s'acobla automàticament amb el LOK ;
- J+8: una caminada espacial, el cosmonauta surt del LK en el vestit espacial Krechet per entrar al LOK ;
- J+8: el motor (bloc I) propulsa el LOK fins a l'òrbita d'escapament i prop de la Terra;
- J+11: el mòdul de reentrada (SA) del LOK se separa del mòdul orbital (BO)/mòdul de servei (PAO) i entra en l'atmosfera terrestre i és frenat per paracaigudes abans de l'aterratge.

### Llançaments
Els 4 llançaments del lloc 110 del cosmòdrom de Baikonur del coet lunar N1, van fallar tots a causa d'errors en la 1a etapa:
- el 1r N1 (vol 3L) incorporat amb un model del mòdul lunar va explotar i va caure a terra el 21 de febrer de 1969. Després de 10{ segons, el sistema de correcció i d'empenta KORD va desconnectar els motors de núm. 12 i 24, provocant en T+66 segons, un trencament de la canalització d'oxigen líquid sota l'efecte de vibracions i es va iniciar un incendi a la part posterior del llançador. En T+70 segons i a 14 km d'altitud, es van parar tots els motors i el tren espacial L3 és expulsat pel sistema d'expulsió d'emergència. La cabina L1 aterra a diverses desenes de quilòmetres de la plataforma de llançament en bon estat.[21][34]

Una tempestuosa reunió del comitè per analitzar el fracàs del 1r llançament va tenir lloc del 19 al 20 de maig de 1969 entre oficials i constructors generals del programa, per identificar i corregir tots els problemes. Vladimir Barmine es va negar que els motors van ser apagats abans dels 15-20 segons de vol per evitar la destrucció del coet, però per problemes de temps, la mesura per corregir-ho no va tenir lloc fins al 3r vol. Mstislav Kéldix, recolzat pel ministre del MOM Georgi Tyulin, va declarar que el 2n vol va fallar perquè el N1 havia d'haver dut a terme un altre vol de prova sense el LOK i va predir que, fins i tot si té èxit, el LOK i el LK no seran òptims a temps per guanyar la cursa contra els Estats Units. Michine, el primer ajudant Koroliov no va estar-hi d'acord i va demanar que el LOK fes partida en el 3r vol i va exigir que el tren lunar L3 complet servís per aterrar pel futur 4t vol. Konstantin Bushuyev va declarar que un vol circumlunar era impossible llavors. Ivan Serbin, un oficial soviètic, recorda que les ordres del Comitè Central del PCUS es refereixen a un 2n vol circumlunar. Finalment, Leonid Smirnov, president de la comissió militaro-industrial VPK del Comitè Central, va concloure que una missió fos prevista per l'aniversari de la Revolució d'Octubre, en la qual 3 naus espacials Soiuz serien de forma simultània en òrbita terrestre, dues s'acoblarien entre si mentre que la tercera filmaria l'esdeveniment. 

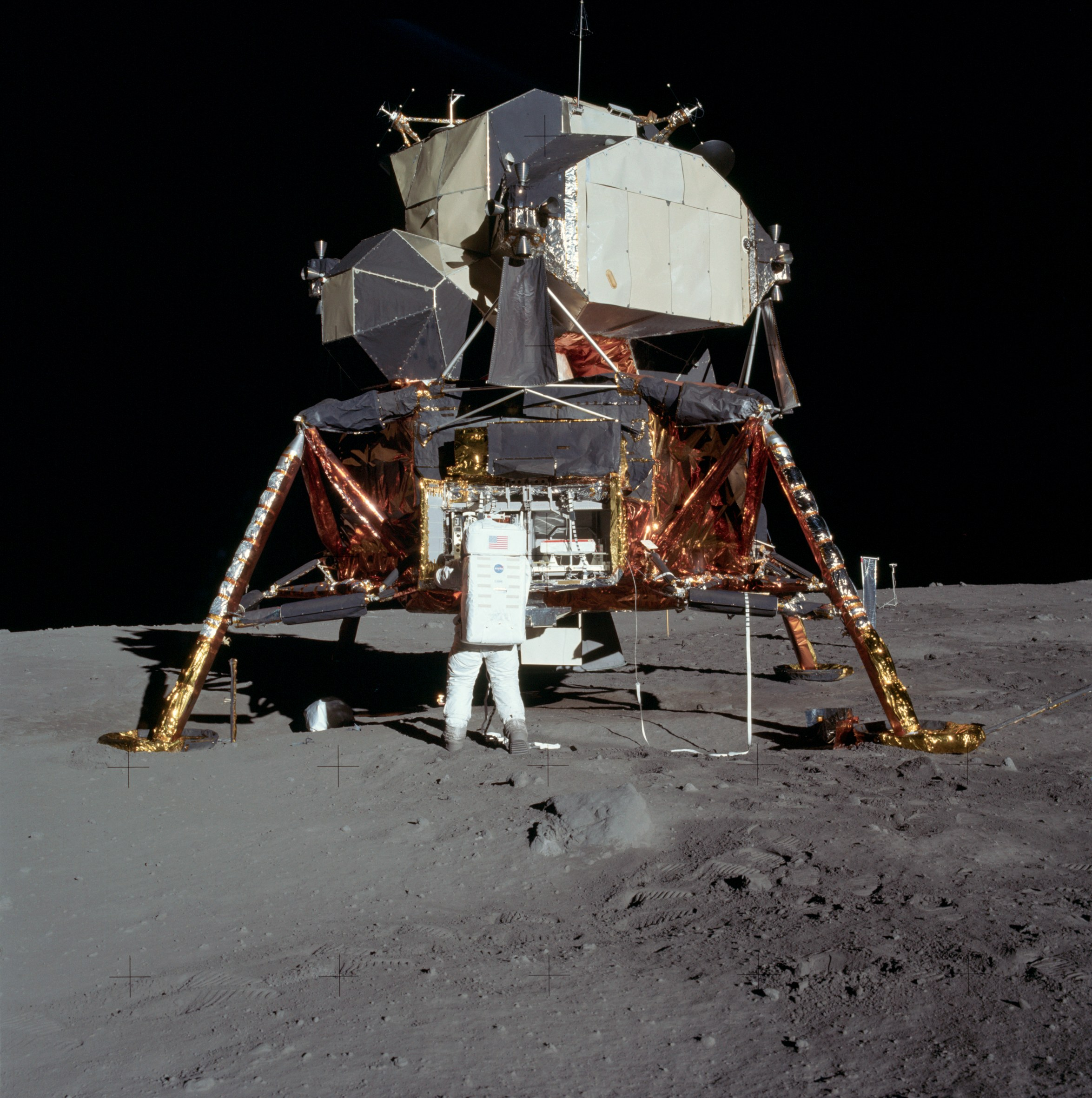
Durant aquest temps, el LEM de l'Apollo 11 sobre Mare Tranquillitatis (20 de juliol de 1969)

- el 2n N1 (vol 5L) comprenia d'una maqueta del mòdul lunar llançat el 3 de juliol de 1969 però a 100 metres d'altitud va explotar el motor núm. 8 com a resultat de la ingestió de deixalles d'alumini per la bomba d'oxigen. El N1 cau en el costat dret de la zona de llançament 110 (segons ho va confirmar el satèl·lit de reconeixement dels EUA KH 4B un mes més tard),[36] acabant amb la seva destrucció, com la torre de servei i algunes instal·lacions subterrànies. L'explosió és equivalent a la d'una bomba 10 quilotones. La reconstrucció de la zona de llançament dret va durar entre l'agost de 1969 a 1972;[37]
- el 3r N1 (vol 6L) transportava una maqueta del tren lunar L3 es va desviar de la seva trajectòria (que va arribar als 145°N a T+14 segons) el 27 de juliol de 1971 i va perdre el control a T+51 segons de vol (a un segon massa tard per desencadenar la parada dels motors) ;
- el 4t N1 (vol 7L) transportava una maqueta del tren lunar L3 va explotar a T+107 segons de vol (7 segons abans de la separació de la 1a etapa) el 23 de novembre de 1972 després de la destrucció de la bomba d'oxigen del motor núm. 4 a causa d'una oscil·lació anormal (efecte pogo).

A diferència dels coets N1, les proves realitzades pels altres llançadors van tindre més èxit:
- el 1r llançament de la nau espacial LOK (o T1K) va fallar a causa d'un error en la 3a etapa del coet Proton el 28 de novembre de 1969, mentre que el 2n llançament va ser un èxit fent possible la realització de les simulacions de reencontre i injecció en trajectòria terrestre el 2 de desembre de 1970;
- els llançaments 2n i 3r del mòdul d'aterratge LK (o T2K) mitjançant un Semiorka-Soiuz van ser tot un èxit el 24 de novembre de 1970 i el 12 d'agost de 1971.

### Seguiment del programa (1970-1974)

#### El N1F i el mòdul lunar LEK
Michine havia treballat sobre la millora del projecte N1F (que consistia en una substitució dels motors de 3 etapes per, respectivament, dels NK-33, NK-43 i NK-31) per posar en marxa una estació espacial, la futura Saliut (Салют).
Al juny de 1970, es concedeix permís 10 anys després de sol·licitud de Koroliov per desenvolupar pel N1F una etapa superior de diversos motors de coets criogènics (hidrogen liquid/oxigen líquid) anomenat bloc Sr. El juliol del 1970, l'OKB-276 de Kuznetsov va ser encarregat de desenvolupar el N1F d'una capacitat de 105 tones en LEO. El programa es va validar al febrer de 1972 i al maig de 1972. El programa va ser estudiat fins a l'1 de gener de 1973. El Lunar Expeditionary Complex (LEK) contenia una nau Soiuz integrada en un tancament pressuritzat (anomenat OB), que permet el pas directe sense sortida extravehicular del mòdul orbital BO al mòdul d'aterratge L3M. Amb una massa de 23-25 tones, una altura de 9,3 m d'una envergadura màxima de 9,4 m i d'un diàmetre de 4,4 m, que podia acomodar àmpliament 3 cosmonautes durant un període de 90 dies. La seqüència de descens i d'ascens és la mateixa que pel LK.

#### Cancel·lació del programa (1974)
Mentre que dos N1F estaven preparats per a ser llançats (el primer pel 4t trimestre de 1974), Michine va ser substituït per Gluixkó, que va cancel·lar el 2 de maig de 1974 els 5è i 6è llançaments del N1 (núm. 8L i 9L), com tot el programa lunar N1-L3, sense cap decret autoritzat pel VPK. Irònicament, l'1 de gener de 1975, Gluixkó va suplicar (sense èxit) a la mateixa comissió la realització de la base lunar permanent Vulkan de Michine, que havia de ser llançada pel N1.
El cost del programa N1-L3 va ascendir el gener de 1973 a 3,6 miliards de rubles, dels quals 2,4 miliards només pel N1. En 1976, la quantitat de 6 miliards de rubles estava inscrit com a pèrdues i guanys.
Cap dels 24 cosmonautes lunars va arribar a la Lluna.

Després del fiasco, 
| « | el govern […] decideix ocultar el que s'havia relacionat amb el programa lunar [...]. Van destruir tot el que es tenia relació: documents, films i fins i tot els últims models del coet. | » |

 A Leninsk, la ciutat dormitori del cosmòdrom de Baikonur, encara es pot veure un garatge construït amb elements de la 3a etapa del N1, des de parts del tancament del L3 reciclat a diversos usos més o menys variats (vaixells, para-sols, tendals pels porcs, etc).

### Secret d'Estat
Tot el programa estava cobert, de la mateixa manera que molts altres projectes científics i militars, pel secret d'Estat de manera absoluta. No hi ha comunicació oficial sobre l'existència dels esforços soviètics per arribar a la Lluna, i els fracassos van ser literalment enterrats en nom de la raó d'Estat fins al punt que el famós periodista estatunidenc Walter Cronkite va anunciar al públic durant els anys 1970 que els diners utilitzats pel programa Apollo van ser malgastats, ja que 
| « | els russos mai van ser-hi en la cursa espacial | » |

Només amb la glasnost a finals dels anys 1980 es va començar a veure una mica d'informació sobre el tema i no va ser fins a la caiguda de l'URSS quan es van obtenir documents relacionats.

#### Una segona vida pels motors (1995-)

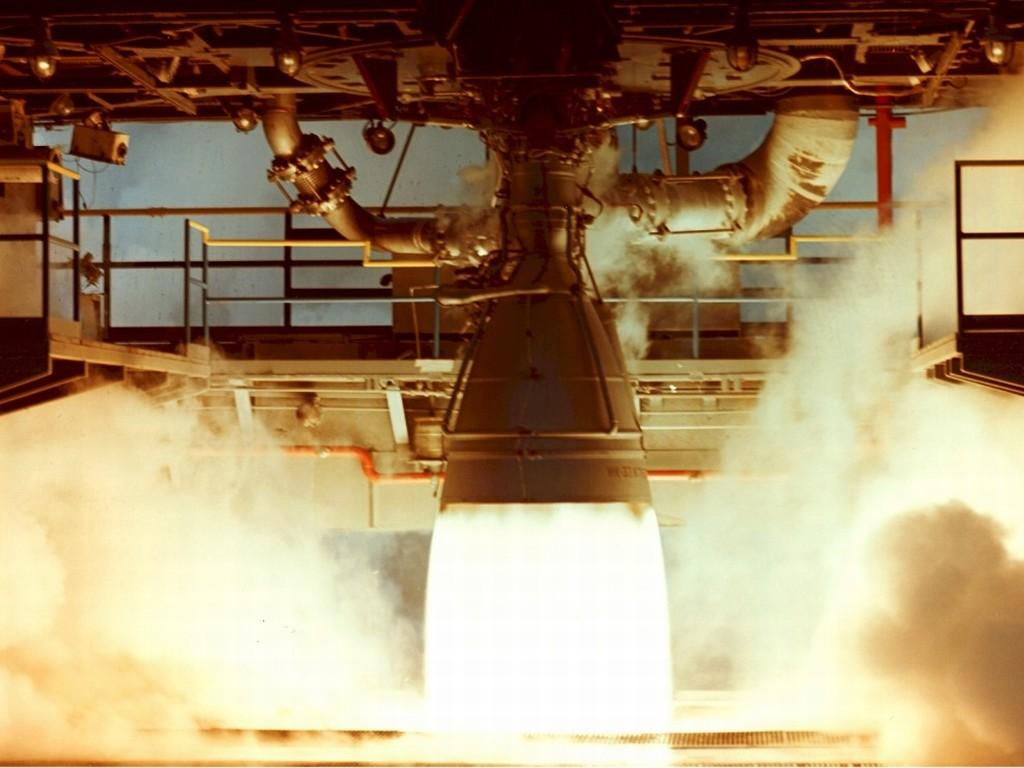
Un motor Aerojet AJ26-58/-59 (ex-NK-33) provat al banc de proves (1995)

Els motors NK-33 i NK-43 quant a flux integrat són els més potents mai produïts. Tot i l'ordre de destrucció, 46 van ser emmagatzemats fins al 2009 en un hangar de les fàbriques de Kouznetsov (avui en dia Dvigateli NK) a Samara per a un possible ús futur.
El 22 d'octubre 1995, un motor NK-33 va ser provat amb èxit en els bancs de proves d'Aerojet a Sacramento i es va canviar el nom a AJ26-58/-59. L'agost de 1996, l'AJ26-58/-59 es va proposar per equipar el vehicle de llançament reutilitzable Kistler k-1 de Rocketplane Kistler, que van demanar més motors després de les 5 proves amb èxit (136 tones de força d'empenta durant 450 segons). El llançador K-1 hauria d'haver utilitzat 3 AJ26-58/-59 en la seva 1a etapa i un AJ26-60 en la 2a però la NASA va anunciar a l'octubre de 2007 el final dels fons per a aquest projecte. D'altra banda, l'agència espacial japonesa JAXA estava interessada en l'AJ26-58/-59 per propulsar la 1a etapa d'una versió evolucionada del seu coet a pols J-1, com Kelly Space & Technology de San Bernardino pel seu avió espacial EXPRESS, abans de preferir el RD-120.
En 2009, la fàbrica Motorostroytel de Kouznetsov, de Samara, va planejar iniciar la producció d'aquests motors en 2014 pel coet estatunidenc Antares.

## Projectes de bases lunars
- La base lunar semipermanent DLB[50] de Vladimir Barmine (1962) per a nou cosmonautes per entrar en funcionament en 1975 ;
- El KLE Complex (1964-1974) que comprèn d'una primera base semipermanent (3 a 6 mesos) per a tres cosmonautes dissenyat per Vladímir Txelomei (80 tones) i a continuació, una segona dissenyada per Vladimir Barmine (150 tones) per a ser operativa, respectivament, en 1975 i 1980 ;
- La base LEK[51] (Lunar Exploration Complex) dissenyat per Valentín Gluixkó (1974) per a tres cosmonautes, que comprèn del Laboratorno-zhiloy modul' (LZhM) semi-permanent i el Laboroatorno-zavodskoy modul' (LZM) permanent, que devia entrar en funcionament el 1980 ;
- L'Energia Lunar Expedition dissenyat per Valentín Gluixkó (1988), un ressorgiment més pesat del tren espacial LOK-LK de 1964 per a tres cosmonautes i un període de deu dies.

## Galeria

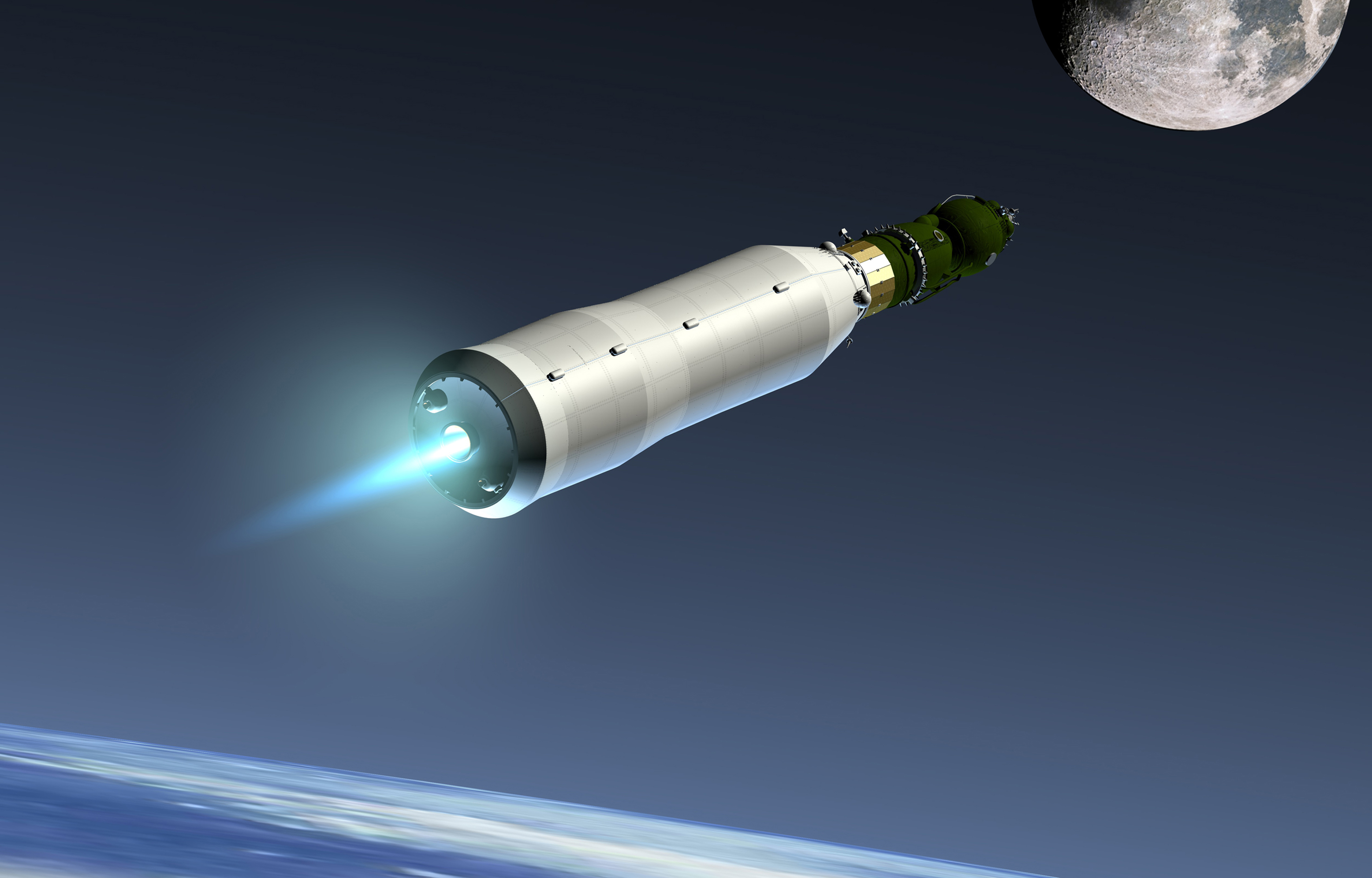
LOK (Soiuz 7K-L3)
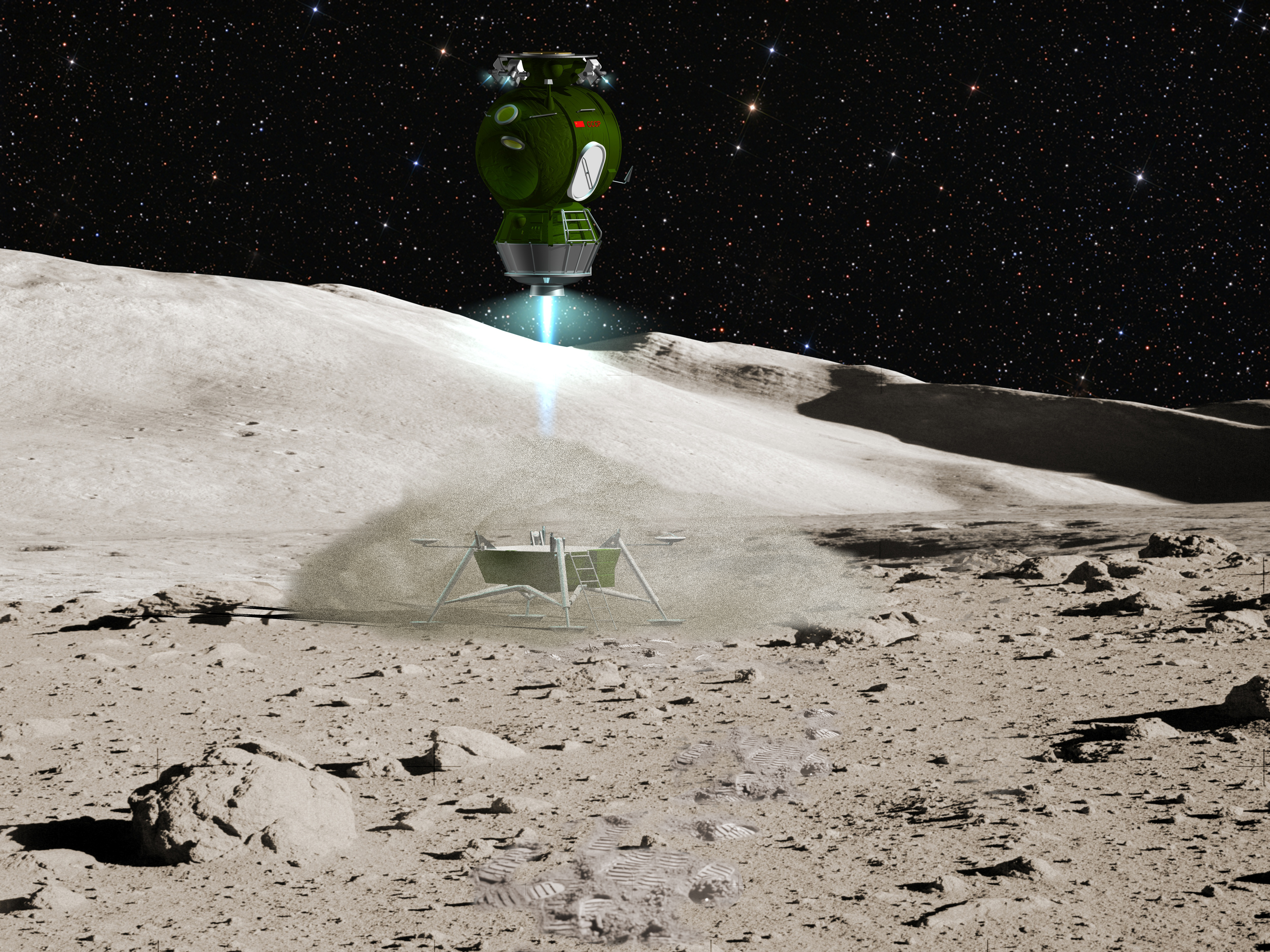
L'ascens del mòdul de descens LK - Lunniy Korabl des de la Lluna
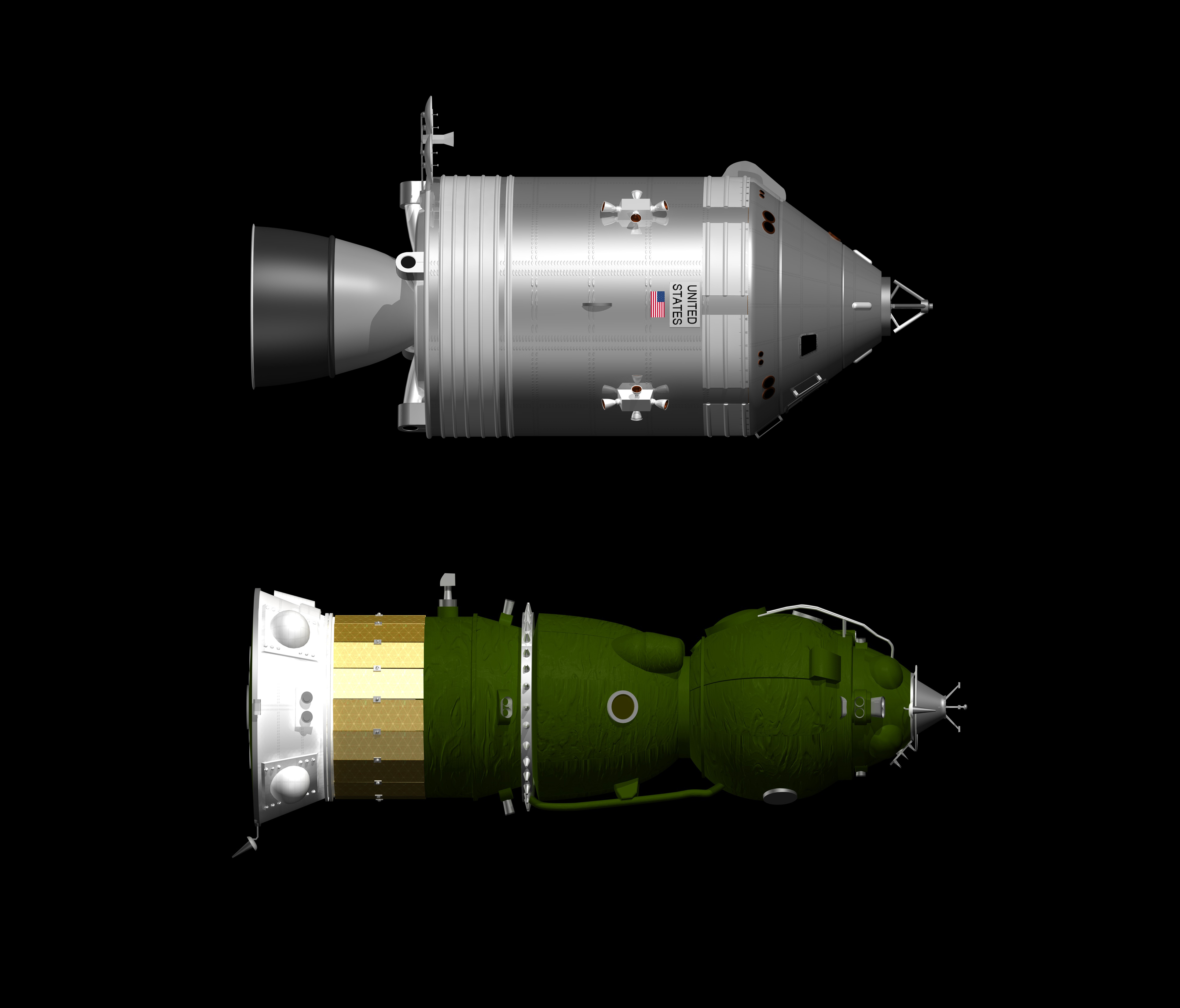
Apollo CSM i LOK (Soiuz 7K-L3) (dibuixats a escala). Naus de comandament per al viatge lunar
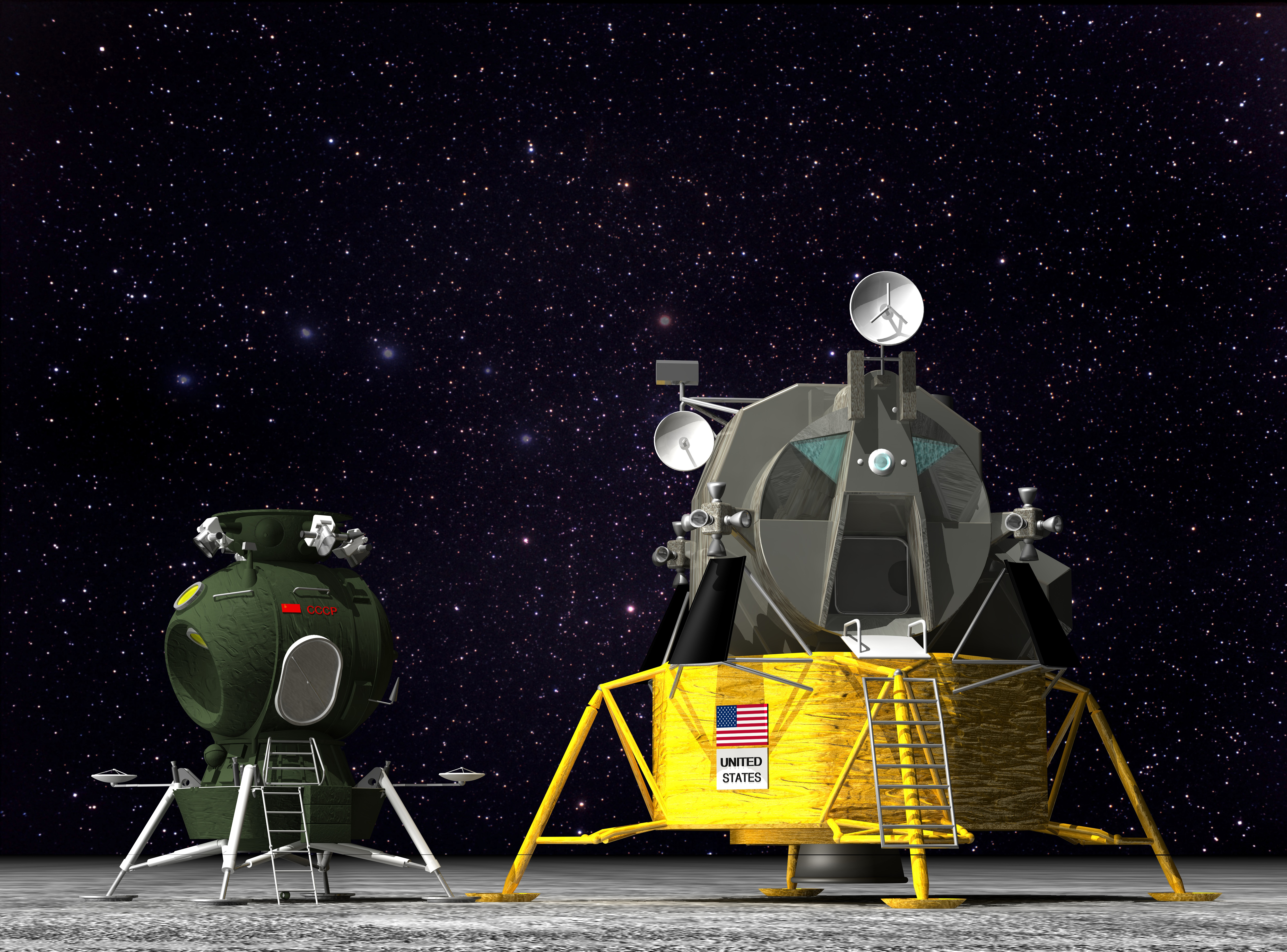
Mòdul de descens LK i Apollo LM (dibuixats a escala). Mòduls de descens lunars